# Saint-Marc-le-Blanc
Saint-Marc-le-Blanc (tiếng Breton: Sant-Mezar-Elvinieg) là một xã của tỉnh Ille-et-Vilaine, thuộc vùng Bretagne, miền tây bắc nước Pháp.

## Dân số
Người dân ở Saint-Marc-le-Blanc được gọi là Marcblaisiens.
| Năm | 1962 | 1968 | 1975 | 1982 | 1990 | 1999 |
| --- | ---- | ---- | ---- | ---- | ---- | ---- |
| Dân số | 1186 | 1163 | 1098 | 1114 | 1108 | 1086 |
| From the year 1962 on: No double counting—residents of multiple communes (e.g. students and military personnel) are counted only once. |      |      |      |      |      |      |

## Administration
The town hall lies on the place de la Mairie.